# 샤제쉬랭
샤제쉬랭 (Chazey-sur-Ain)는 프랑스 오베르뉴론알프 앵주의 코뮌이다. 벨레 아롱디스망과 라니외 캉통에 속하며, 플렌드랭 코뮌공동체의 일원이다. 주민 명칭은 '샤제양' (Chazeyens)이다.

## 지리
샤제쉬랭은 앵강과 론강의 합류점으로부터 북쪽 20km 떨어진 곳의 우안에 자리해 있다. A42 고속도로와 프랑스 84번 국도 등이 지나며, 리옹에서 스위스 제네바로 향하는 길목에 걸쳐 있다. 리옹 (벨쿠르)에서 39km 떨어져 있어 한 도시권으로 묶여 있고, 앙베리외앙뷔제와는 11km, 제네바와는 112km 떨어져 있다.
코뮌의 총면적은 약 22km2로, 대부분의 땅이 농업지대로 되어 있으며 밀밭과 숲으로 이뤄져 있다. 북쪽으로는 앵강의 최대 수역에 해당되는 평야지대가 있고, 남동쪽에는 지맥이 걸쳐 있다는 것이 큰 지리적 특징이다. 마을 시가지는 옛 성과 함께 강의 굴곡을 따라 자리잡고 있다.
코뮌 내에는 샤제 마을을 필두로 리니외르데제르 (Rignieu-le-Désert), 로피탈 (L' Hôpital), 뤼자르 (Luizard), 포르드로유 (Port de Loyes) 등의 촌락이 있다. 한때 블리도 샤제쉬랭 코뮌의 한 촌락으로 있었으나 별개의 코뮌으로 분리되었다. 이밖에 옛 프랑스군 기지였던 프로망토 군기지 (Camp militaire des Fromentaux)가 이곳과 인근 코뮌인 레망, 생모리스드레망에 걸쳐 있었다.

## 역사
한때 성곽으로 둘러싸여 있던 마을로 현재도 그 유적이 남아 있다. 1332년 11월 도팽 드 비에누아와 사보이아 백국 간의 전투에서 사보이군이 마을을 파괴하기도 했다.
마을에 관한 최초 기록은 16세기 경의 문헌으로, 당시 '샤제양뷔제' (Chazey-en-Bugey)라는 지명으로 기록됐다. 샤제쉬랭의 일부였던 블리 마을은 1863년 5월 16일 나폴레옹 3세의 행정구역 개편 칙령에 따라 별개의 코뮌으로 분리되었다.

## 인구
| 연도 | 인구  | ±%    |
| ---- | ----- | ----- |
| 2005 | 1,329 | —     |
| 2006 | 1,339 | +0.8% |
| 2007 | 1,348 | +0.7% |
| 2008 | 1,385 | +2.7% |
| 2009 | 1,424 | +2.8% |
| 2010 | 1,464 | +2.8% |
| 2011 | 1,520 | +3.8% |
| 2012 | 1,555 | +2.3% |
| 2013 | 1,544 | −0.7% |
| 2014 | 1,530 | −0.9% |
| 2015 | 1,516 | −0.9% |
| 2016 | 1,513 | −0.2% |

## 명소
- 샤제쉬랭 성: 마을에서 가장 높은 언덕에 지어진 옛 요새로, 12세기 콜리니 가문이 처음 건설한 이래 15세기 보수를 거쳤으며, 지금의 건물은 19세기에 복원되었다. 중세시대 샤제 마을의 장원제도를 엿볼 수 있는 유산으로 1987년 프랑스 사적으로 등재되었다.
- 생피에르에생폴 교회
- 슈발 승마공원: 2006년 6월 개장한 공원으로 승마 체험 및 훈련이 이뤄진다.

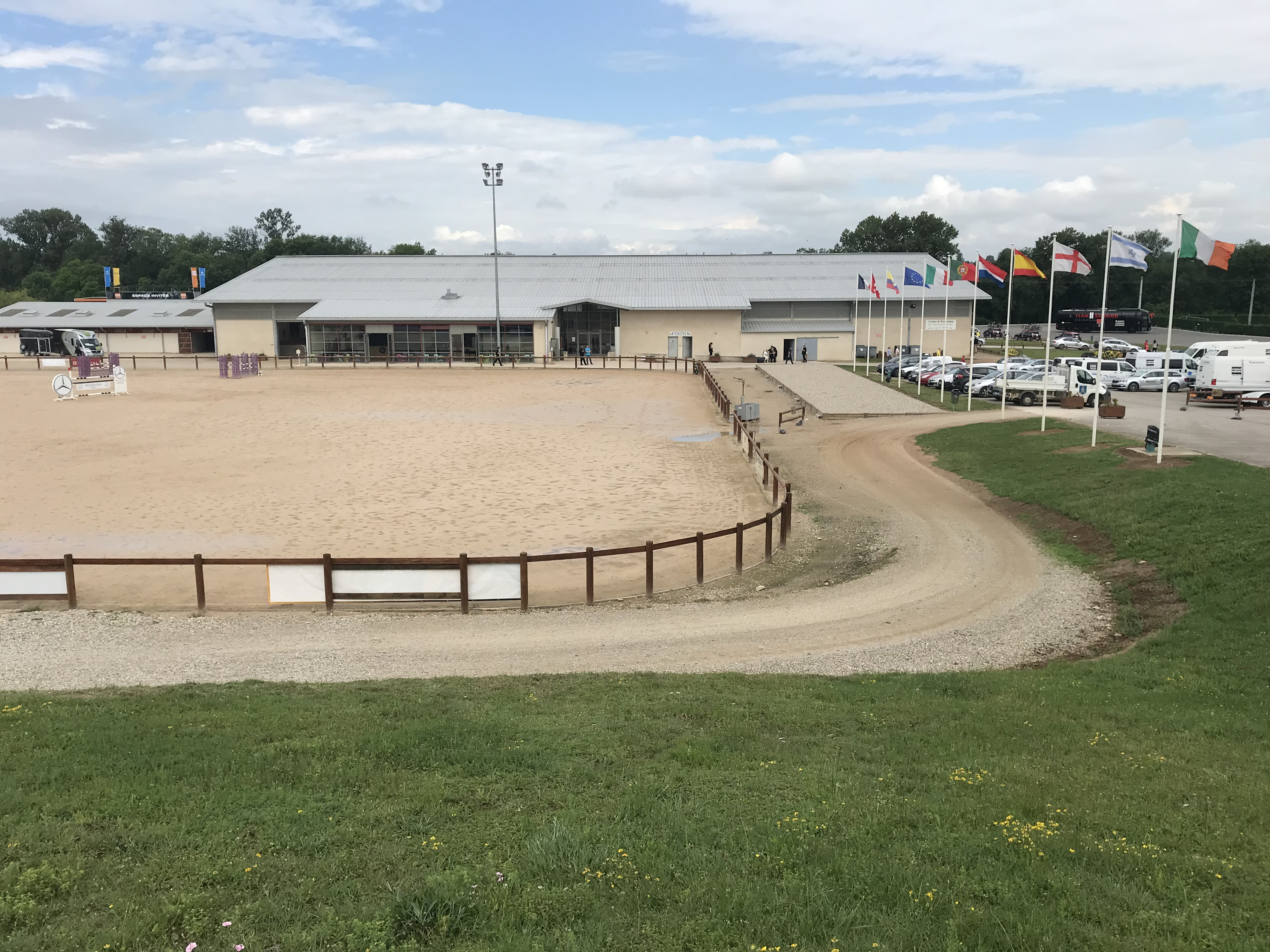
슈발 승마공원
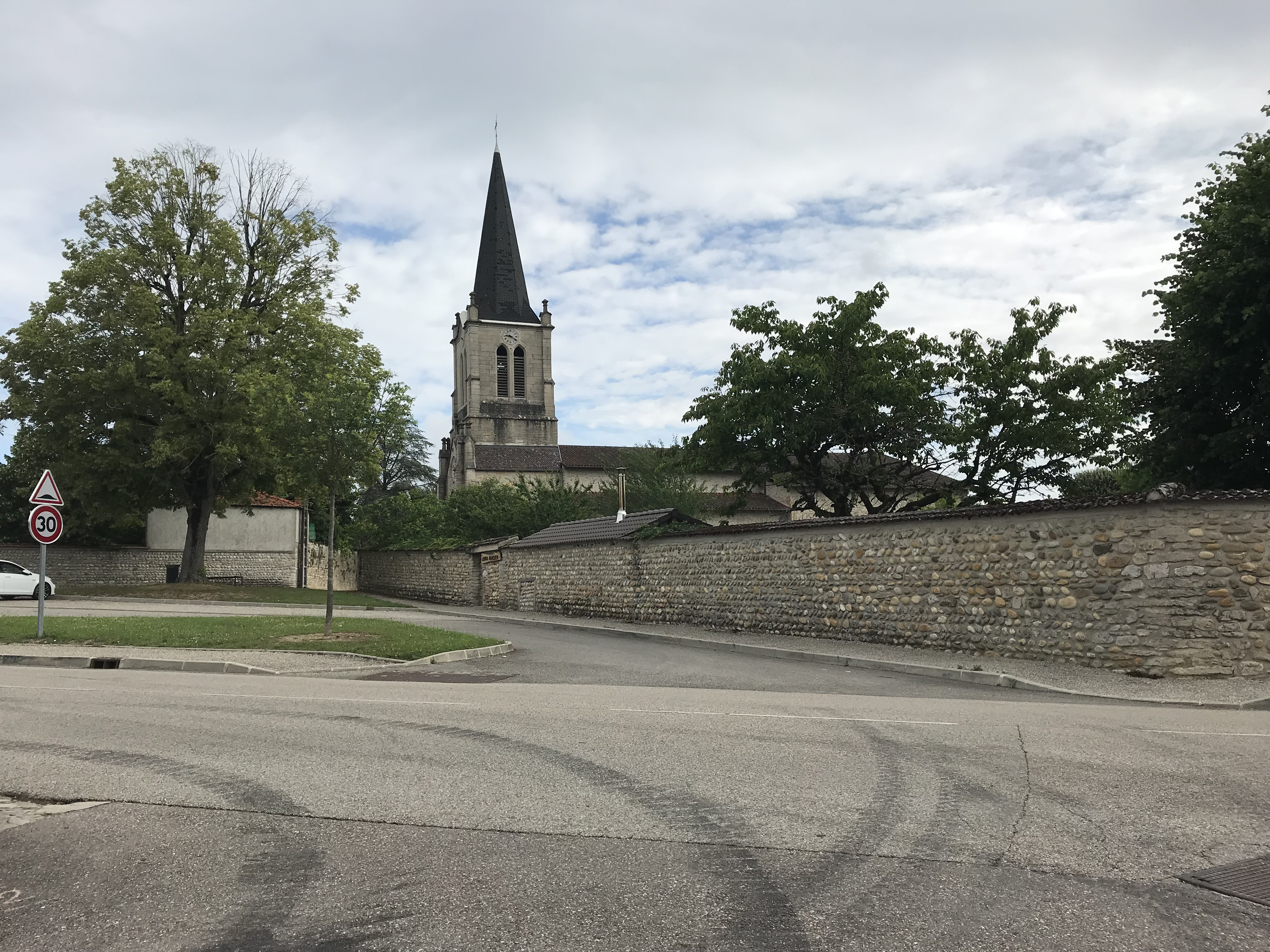
샤제쉬랭 교회

## 같이 보기
- 앵주의 코뮌 목록